# ولیکا گربونیکا (بروس)
ولیکا گربونیکا (بروس) (به لاتین: Velika Grabovnica (Brus)}} یک منطقهٔ مسکونی در صربستان است که در Brus واقع شده‌است.

## خصوصیات
ولیکا گربونیکا ۶۵۱ نفر جمعیت دارد.